# Coleophora querciella
Coleophora querciella é uma espécie de mariposa do gênero Coleophora pertencente à família Coleophoridae.